# Сайеф, Кенни
Кенни Сайеф (англ. Kenny Saief, ивр. קני סייף‎; 17 декабря 1993, Панама-Сити, Флорида, США) — американский и израильский футболист, полузащитник  израильского клуба «Маккаби» (Хайфа) и сборной США.

## Биография
Родился 17 декабря 1993 года в городе Панама-Сити (штат Флорида) в семье израильских друзов. В возрасте 3-х лет семья вернулась в Израиль.

### Клубная карьера
Заниматься футболом начал в Израиле. На профессиональном уровне дебютировал в составе клуба «Бней Сахнин», за который сыграл 6 матчей в чемпионате Израиля в 2011 году. Сезон 2011/12 провёл в молодёжной команде «Мюнхен 1860», после чего вернулся в Израиль, где продолжил выступать за клубы высшей лиги. В 2014 году подписал контракт с бельгийским клубом «Гент», за который выступал более 3-х лет и стал чемпионом страны. Зимой 2018 года был отдан в аренду на полгода в «Андерлехт», где провёл 17 матчей и 1 гол. После окончания аренды подписал с «Андерлехтом» полноценный контракт.
6 марта 2019 года Сайеф был взят в аренду клубом MLS «Цинциннати». В американской лиге дебютировал 10 марта 2019 года в матче против «Атланты Юнайтед», в котором, выйдя на замену на 73-й минуте вместо Аллана Круса, на 86-й минуте ассистировал голу Ролана Лама, принёсшему ничью 1:1. 24 марта 2019 года в матче против «Нью-Инглэнд Революшн», завершившемся выигрышем со счётом 2:0, забил свой первый гол за «Цинциннати» и отдал результативную передачу, за что был включён в символическую сборную недели MLS. В июне 2019 года «Цинциннати» вернул Сайефа в «Андерлехт», досрочно прекратив его аренду из-за травмы.

### Карьера в сборной
Сайеф представлял Израиль в различных возрастных категориях. Позже он заявил, что ожидает приглашения в сборную США, тем не менее 23 марта 2016 года игрок дебютировал за основную сборную Израиля, появившись на замену в товарищеском матче со сборной Хорватии. 31 мая 2016 года Сайеф провёл свой второй и последний матч в составе сборной Израиля, выйдя на замену на 79-й минуте в товарищеской игре со сборной Сербии.
В 2017 году ФИФА разрешила футболисту сменить национальную команду. В июне 2017 года он был включён в предварительный список из 40 игроков для участия в Золотом кубке КОНКАКАФ 2017, и вошёл в окончательный состав из 23 игроков. 1 июля 2017 года Сайеф дебютировал за сборную США в товарищеском матче с командой Ганы, в котором вышел на замену на 71-й минуте вместо Джо Короны. За три дня до первого матча сборной на Золотом кубке 2017 Сайеф был исключён из заявки на турнир из-за травмы, его место занял Крис Понтиус.

## Достижения
«Гент»
- Чемпион Бельгии: 2014/15
- Обладатель Суперкубка Бельгии: 2015